# Kanton Barre-des-Cévennes
Barre-des-Cévennes is een voormalig kanton van het Franse departement Lozère. Het kanton maakte deel uit van het arrondissement Florac. Het werd opgeheven bij decreet van 25 februari 2014 met uitwerking op 22 maart 2015. Alle gemeenten werden opgenomen in het nieuwe kanton Le Collet-de-Dèze.

## Gemeenten

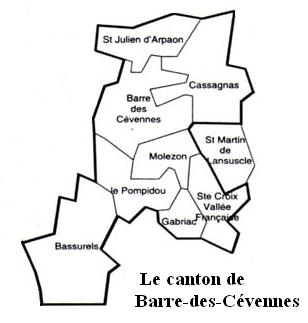
Ligging van de gemeenten in het kanton

Het kanton Barre-des-Cévennes omvatte de volgende gemeenten:
- Barre-des-Cévennes (hoofdplaats)
- Bassurels
- Cassagnas
- Gabriac
- Molezon
- Le Pompidou
- Sainte-Croix-Vallée-Française
- Saint-Julien-d'Arpaon